# Oxyopes decorosus
Oxyopes decorosus är en spindelart som beskrevs av Zhang och Zhu 2005. Oxyopes decorosus ingår i släktet Oxyopes och familjen lospindlar. Inga underarter finns listade i Catalogue of Life.